# Modèle standard de la physique des particules
Pour les articles homonymes, voir Modèle standard.

Modèle standard des particules élémentaires avec les trois générations de fermions (trois premières colonnes), les bosons de jauge (quatrième colonne) et le boson de Higgs (cinquième colonne).

Le modèle standard de la physique des particules est une théorie qui concerne l'électromagnétisme, les interactions nucléaires faible et forte, et la classification de toutes les particules subatomiques connues. Elle a été développée pendant la deuxième moitié du XXe siècle, dans une initiative collaborative mondiale, sur les bases de la mécanique quantique. La formulation actuelle a été finalisée au milieu des années 1970 à la suite de la confirmation expérimentale de l'existence des quarks. Depuis, les découvertes du quark top (1995), du neutrino tauique (2000) et du boson de Higgs (2012) ont donné encore plus de crédibilité au modèle standard. Toutes les particules du modèle standard ont désormais été observées expérimentalement. Par son succès à expliquer une large variété de résultats expérimentaux, le modèle standard est parfois vu comme une « théorie de presque tout ».
C'est une représentation qui s'applique à des objets quantiques et qui tente d'expliquer leurs interactions. Elle est bâtie sur le triptyque particule, force, médiateur, c'est-à-dire qu'elle distingue des familles de particules par les forces auxquelles elles sont sensibles, chaque force s'exerçant au moyen de médiateurs échangés par les particules qui y sont soumises. Ces médiateurs sont connus comme étant des bosons, alors que les particules constituant la matière sont appelés fermions (quarks et leptons).
Le modèle standard possède, en 2016, dix-neuf paramètres libres pour décrire les masses des trois leptons, des six quarks, du boson de Higgs et huit constantes pour décrire les différents couplages entre particules. La valeur de chacun de ces paramètres n'est pas fixée par des principes premiers, elle doit être déterminée expérimentalement.
Pour les théoriciens, le modèle standard est un paradigme de la théorie quantique des champs, qui met en œuvre un large spectre de phénomènes physiques. Il est utilisé pour bâtir de nouveaux modèles qui incluent des particules hypothétiques, des dimensions supplémentaires ou des supersymétries.

## Histoire
L'idée que toute matière est composée de particules élémentaires remonte au moins au VIe siècle av. J.-C.. Au XIXe siècle, John Dalton, au travers de ses travaux sur la stœchiométrie, conclut que chaque élément de la nature était composé d'un seul et unique type de particule. 
Le mot atome, d'après le mot grec ἄτομος, atomos (« indivisible »), renvoie depuis lors à la plus petite particule d'un élément chimique, mais les physiciens découvrirent bientôt que les atomes ne sont pas, en fait, les particules fondamentales de la nature, mais un conglomérat de particules plus petites, tels que les électrons, autour de son noyau, lui-même composés de protons et de neutrons. 
Les explorations du début du XXe siècle en physique nucléaire et en physique quantique culminèrent avec la découverte de la fission nucléaire en 1939 par Lise Meitner (fondée sur des expériences de Otto Hahn) et de la fusion nucléaire en 1932 par Mark Oliphant ; les deux découvertes ont aussi conduit au développement des armes nucléaires couvertes par le brevet français  971-324 de 1939 à 1959.
Le développement des accélérateurs de particules après la Seconde Guerre mondiale, a permis, tout au long des années 1950 et 1960, de découvrir une grande variété de particules lors d'expériences de diffusion profondément inélastique. Il était alors question de « zoo de particules ». Ce terme est tombé en désuétude après la formulation du modèle standard durant les années 1970 dans lequel le grand nombre de particules a été expliqué comme des combinaisons d'un relativement faible nombre d'autres particules encore plus élémentaires.
La découverte du boson de Higgs a permis le consensus et la mise à jour en 2014 du tableau des composants de la matière qui avait été établi en 2005 à l'occasion de l'année mondiale de la physique.

## Vue d'ensemble
À ce jour, la matière et l'énergie sont mieux comprises en termes de cinématique et d'interaction des particules élémentaires. Jusqu'ici, la physique avait réduit les lois régissant le comportement et l'interaction de toutes les formes connues de matière et d'énergie à un petit nombre de lois fondamentales et de théories. Un des objectifs principaux de la physique est de trouver une base commune unifiant toutes ses théories dans une théorie du tout, dans laquelle toutes les autres lois connues seraient des cas particuliers.

### Limites de la théorie
Bien que le modèle standard soit considéré comme une théorie autonome et cohérente, et qu'il ait eu beaucoup de succès en fournissant des prédictions expérimentales (symétrie CP ou le problème de la hiérarchie), il laisse plusieurs phénomènes inexpliqués et ne peut prétendre être une théorie du tout.
Il n'apporte ainsi pas de justification théorique à la gravitation, telle que la décrit la relativité générale, ni ne rend compte de l'accélération de l'expansion de l'Univers (qui pourrait être expliquée par une énergie sombre). Ce modèle ne contient non plus aucune particule qui pourrait composer la matière noire, possédant toutes les propriétés requises par les observations cosmologiques. Il ne décrit pas non plus correctement l'oscillation des neutrinos ni leur masse.

## Particules élémentaires
|                                              | Types                                        | Générations                                  | Antiparticule                                | Couleurs                                     | Nombre |
| -------------------------------------------- | -------------------------------------------- | -------------------------------------------- | -------------------------------------------- | -------------------------------------------- | ------ |
| Quarks                                       | 2                                            | 3                                            | Paire                                        | 3                                            | 36     |
| Leptons                                      | 2                                            | 3                                            | Paire                                        | Aucune                                       | 12     |
| Gluons                                       | 1                                            | 1                                            | Elle-même                                    | 9 (8 indépendantes)                          | 8      |
| Photon                                       | 1                                            | 1                                            | Elle-même                                    | Aucune                                       | 1      |
| Boson Z                                      | 1                                            | 1                                            | Elle-même                                    | Aucune                                       | 1      |
| Boson W                                      | 1                                            | 1                                            | Paire                                        | Aucune                                       | 2      |
| Boson de Higgs                               | 1                                            | 1                                            | Elle-même                                    | Aucune                                       | 1      |
| Ensemble des particules élémentaires connues | Ensemble des particules élémentaires connues | Ensemble des particules élémentaires connues | Ensemble des particules élémentaires connues | Ensemble des particules élémentaires connues | 61     |

Le modèle standard inclut les membres de plusieurs classes de particules élémentaires (les leptons, les quarks, les bosons de jauge, et le boson de Higgs), qui peuvent à leur tour être différenciées par d'autres caractéristiques, telles que leur charge de couleur.
Si on compte les particules en distinguant leurs différentes couleurs et leurs antiparticules, on dénombre en tout 61 particules élémentaires.

### Fermions
Le modèle standard inclut douze particules élémentaires de spin ½ (spin demi-entier), qui sont donc des fermions. Selon le théorème spin-statistique, les fermions respectent le principe d'exclusion de Pauli. À chaque fermion correspond une antiparticule.
Les fermions obéissent à la statistique de Fermi-Dirac et ne peuvent pas coexister entre eux dans le même état quantique (sur la même orbitale atomique par exemple). 
Les fermions élémentaires se répartissent en leptons et en quarks, suivant trois générations qui ne diffèrent l'une de l'autre que par la masse, plus élevée à chaque génération. Seules les particules de première génération forment la matière ordinaire. En effet, les particules de deuxième et troisième générations sont instables et se désintègrent rapidement en particules de première génération, plus légères.
Bien qu'élémentaires, les quarks ne peuvent exister isolément. Ils sont regroupés dans des hadrons qui se présentent sous forme de paires quark-antiquark (les mésons), ou de trios de quarks (les baryons). Par exemple, les protons sont formés de deux quarks up et d'un quark down, tandis que les neutrons sont formés d'un quark up et de deux quarks down.
Les tableaux ci-dessous regroupent les différents fermions par génération. Pour ne pas surcharger ce tableau, les antiparticules n'y sont pas représentées. La charge électrique y est indiquée en charges élémentaires.

#### Première génération
| Particule             | Notation | Charge électrique | Charge de couleur | Masse       | Spin |
| --------------------- | -------- | ----------------- | ----------------- | ----------- | ---- |
| Électron              | e        | −1                | —                 | 511 keV/c2  | 1/2  |
| Neutrino électronique | νe       | 0                 | —                 | < 225 eV/c2 | 1/2  |
| Quark Up              | u        | 2/3               | rouge, vert, bleu | ~ 3 MeV/c2  | 1/2  |
| Quark Down            | d        | −1/3              | rouge, vert, bleu | ~ 6 MeV/c2  | 1/2  |

#### Deuxième génération
| Particule         | Notation | Charge électrique | Charge forte      | Masse        | Spin |
| ----------------- | -------- | ----------------- | ----------------- | ------------ | ---- |
| Muon              | μ        | −1                | —                 | 106 MeV/c2   | 1/2  |
| Neutrino muonique | νμ       | 0                 | —                 | < 190 keV/c2 | 1/2  |
| Quark Charm       | c        | 2/3               | rouge, vert, bleu | ~ 1.3 GeV/c2 | 1/2  |
| Quark Strange     | s        | −1/3              | rouge, vert, bleu | ~ 100 MeV/c2 | 1/2  |

#### Troisième génération
| Particule        | Notation | Charge électrique | Charge forte      | Masse         | Spin |
| ---------------- | -------- | ----------------- | ----------------- | ------------- | ---- |
| Tau ou Tauon     | τ        | −1                | —                 | 1,78 GeV/c2   | 1/2  |
| Neutrino tauique | ντ       | 0                 | —                 | < 18,2 MeV/c2 | 1/2  |
| Quark Top        | t        | 2/3               | rouge, vert, bleu | 171 GeV/c2    | 1/2  |
| Quark Bottom     | b        | −1/3              | rouge, vert, bleu | ~ 4.2 GeV/c2  | 1/2  |

### Bosons de jauge
Dans le modèle standard, les bosons de jauge sont vecteurs ou supports de force et jouent un rôle de médiateur entre les forces fondamentales : faible, forte et électromagnétique.
Les bosons de jauge obéissent à la statistique de Bose-Einstein ; ils sont de spin entier et peuvent coexister entre eux dans le même état quantique (des milliards de photons identiques cohabitant dans un faisceau laser). 
Le boson de Higgs n'est pas un médiateur de force, et n'appartient donc pas à la classe des bosons de jauge.
Ces particules de champ peuvent être réelles ou virtuelles. Dans ce dernier cas, elles ont une durée d'existence extrêmement brève et sont observées indirectement par leur action, qui consiste essentiellement à transmettre les forces fondamentales. C'est d'ailleurs pourquoi ces particules virtuelles sont aussi appelées « particules messagères » ou « médiateurs ».

#### Photon
Les photons γ (de spin 1 et de masse et charge nulles) sont les médiateurs de la force électromagnétique entre particules chargées électriquement.

#### Bosons faibles
Les bosons de jauge W+, W− et Z0 (de spin 1 et de masse élevée) sont les médiateurs de l'interaction faible entre particules de différentes saveurs (quarks et leptons).

#### Gluons
Les huit gluons (de spin 1 et de masse nulle) sont les médiateurs de l'interaction forte entre particules ayant une charge de couleur (quarks).

### Boson de Higgs
Le boson de Higgs (de spin 0, qui est un champ scalaire), est supposé conférer leur masse aux autres particules par un mécanisme de brisure spontanée de symétrie appelé dans ce cadre le mécanisme de Higgs.
Le CERN a annoncé le 4 juillet 2012 avec une confiance de 5 sigma (99,99997 %) avoir découvert grâce au LHC une particule d'une masse de 125,3 GeV⋅c−2 ± 0,6. Cette particule pourrait être le boson de Higgs, mais des études plus poussées restent nécessaires pour pouvoir l'affirmer en toute certitude,.

## Aspects théoriques

### Algèbres et théorie des groupes du modèle standard
D'un point de vue mathématique, les théories quantiques des champs ont été formalisées dans le cadre de théories de jauge à l'aide de groupes de symétrie locale prenant la forme de groupes de Lie complexes sous-tendant chacun les symétries de jauge modélisées. Ainsi :
- l'électrodynamique quantique a permis de décrire l'électromagnétisme dans le cadre d'une théorie de jauge abélienne avec le groupe unitaire U(1) ;
- l'interaction faible a été décrite avec le groupe spécial unitaire SU(2) ;
- l'interaction électrofaible l'a été avec le groupe de jauge SU(2)× U(1) ;
- la chromodynamique quantique (interaction forte) l'a été avec le groupe SU(3) ;
- enfin, le modèle standard a été élaboré avec le groupe de jauge SU(3)×SU(2)×U(1).

### Théories physiques du modèle standard

#### Les dix-neuf paramètres libres du modèle standard de la physique des particules
Les dix-neuf paramètres libres du modèle standard sont les masses des neuf fermions, quatre paramètres de la matrice CKM, les constantes de couplages pour les trois forces, l'angle θ de la chromodynamique quantique et deux paramètres de Higgs.
| Paramètres du modèle standard de la physique des particules | Paramètres du modèle standard de la physique des particules                     | Paramètres du modèle standard de la physique des particules |
| Symbole                                                     | Description                                                                     | Valeur                                                      |
| ----------------------------------------------------------- | ------------------------------------------------------------------------------- | ----------------------------------------------------------- |
| me                                                          | Masse de l'électron                                                             | 511 keV                                                     |
| mμ                                                          | Masse du muon                                                                   | 105,7 MeV                                                   |
| mτ                                                          | Masse du tau                                                                    | 1,78 GeV                                                    |
| mu                                                          | Masse du quark up                                                               | 1.9 MeV                                                     |
| md                                                          | Masse du quark down                                                             | 4,4 MeV                                                     |
| ms                                                          | Masse du quark strange                                                          | 87 MeV                                                      |
| mc                                                          | Masse du quark charm                                                            | 1,32 GeV                                                    |
| mb                                                          | Masse du quark bottom                                                           | 4,24 GeV                                                    |
| mt                                                          | Masse du quark top                                                              | 172,7 GeV                                                   |
| θ12                                                         | Angle de mélange θ12 de la matrice CKM                                          | 13,1°                                                       |
| θ23                                                         | Angle de mélange θ23 de la matrice CKM                                          | 2,4°                                                        |
| θ13                                                         | Angle de mélange θ13 de la matrice CKM                                          | 0,2°                                                        |
| δ                                                           | Paramètre de la violation de la symétrie CP dans la matrice CKM                 | 0,995                                                       |
| g1 ou g'                                                    | Constante de couplage pour le groupe de jauge U(1) (interaction électrofaible)  | 0,357                                                       |
| g2 ou g                                                     | Constante de couplage pour le groupe de jauge SU(2) (interaction électrofaible) | 0,652                                                       |
| g3 ou gs                                                    | Constante de couplage pour le groupe de jauge SU(3) (interaction forte)         | 1,221                                                       |
| θQCD                                                        | Angle θ de la chromodynamique quantique                                         | ~ 0                                                         |
| v                                                           | « Valeur attendue dans le vide » du champ de Higgs                              | 246 GeV                                                     |
| mH                                                          | Masse du boson de Higgs                                                         | ~ 125 GeV                                                   |

## Limites
Le modèle standard n'est pas une théorie complète des interactions fondamentales, et plusieurs de ses caractéristiques laissent penser qu'il doit y avoir une « physique au-delà du modèle standard ». Cependant, au moins jusqu'en mars 2021, aucune mesure ou expérience n'a mis en défaut ses prévisions.

### Gravitation
Le modèle standard n'inclut pas la gravitation. Parmi les multiples théories qui tentent d'unifier mécanique quantique et théorie de la relativité, plusieurs envisagent l'existence du graviton, un hypothétique boson.

### Les dix-neuf paramètres libres
Selon Alain Connes, « personne ne pense que le modèle standard soit le fin mot de l'histoire surtout à cause du très grand nombre de paramètres libres qu'il contient. ».

### Trois familles de fermions
Le modèle standard ne prédit pas pourquoi il existe trois générations de fermions portant les mêmes charges, mais dans des gammes de masse très différentes. La masse du quark u est de l'ordre du MeV.c−2 alors que celle du t est de l'ordre de 170 GeV.c−2. D'autre part, rien ne dit qu'il n'existe pas d'autres familles. En date de 2008, aucune théorie au-delà du modèle standard n'explique de manière précise l'existence de ces trois familles. L'unitarité de la matrice CKM est un test sensible de l'existence d'une autre génération de fermions.

### Problèmes de jauge
Le lagrangien de jauge du modèle standard est composé de trois symétries internes aux particules {\displaystyle U(1)}, {\displaystyle SU(2)} et {\displaystyle SU(3)}. De la même façon que pour les familles de fermions, rien n'interdit l'existence de sous-groupes de symétries. Ceci est d'ailleurs un sujet cher aux théories de grande unification, qui permettent en principe d'expliquer ces symétries en les incluant comme sous-groupes d'un groupe plus large que les trois premiers. Le groupe mathématique {\displaystyle SU(5)} aurait pu convenir et c'est sur lui que reposait la théorie de la Grande Unification (GUT en anglais). Mais cette symétrie de jauge compliquait le modèle standard en obligeant à postuler 24 bosons, et surtout, elle prédisait la désintégration des protons, qui n'a jamais été observée expérimentalement.

### Matière et antimatière
Le modèle standard intègre le fait qu'à chaque particule correspond une antiparticule. Une particule et son antiparticule ont la même masse mais des charges (baryonique et leptonique) opposées. Leurs caractéristiques physiques sont quasiment identiques. Dans le modèle standard, aucun mécanisme n'apparaît suffisant pour expliquer l'asymétrie matière-antimatière de l'Univers (principalement constitué de matière).

### Matière noire
Le modèle ne décrit pas la matière noire dont serait composé une grande partie de l'univers.
La plus légère des hypothétiques particules supersymétriques serait un des candidats pour la matière noire.
Il reste à formuler une théorie complémentaire au modèle standard qui expliquerait pourquoi aucune de ces particules n'a été détectée jusqu'à maintenant (par le LHC ou par un autre détecteur).

### Volume de la charge électrique du proton
Les expériences sur le volume de la charge électrique du proton donnent deux chiffres différents, et les scientifiques ne peuvent pas déterminer si l'erreur est dans les conditions de l'expérience ou si c’est la théorie elle-même qui est incomplète.

### Non conformité du lepton tau
Le modèle standard suppose que les interactions des leptons chargés, c'est-à-dire les électrons, les muons et les tauons, varient uniquement du fait de leurs différences de masses. Les expériences réalisées avec les électrons et les muons ont confirmé cette hypothèse, mais des études récentes sur la désintégration du méson B impliquant le lepton tau ou une paire muon-antimuon montrent des déviations par rapport à la théorie. Si ces résultats sont confirmés, cela pourrait ouvrir la voie à de nouvelles interactions entre les particules,.

### Anomalies du muon
Le modèle standard prévoit pour le muon un moment magnétique dont le facteur de Landé g est proche de 2 mais légèrement supérieur, en raison des créations et annihilations de couples de particules virtuelles à son voisinage, et les caractéristiques des particules connues permettent de calculer la différence g−2 (le « moment anomal »). En 2001, la mesure de g au laboratoire national de Brookhaven (État de New York, États-Unis) donne un résultat un peu supérieur à la valeur calculée, mais avec une marge d'erreur insuffisamment petite pour garantir la contradiction. En avril 2021, après deux années d'acquisitions de données avec des appareillages différents, le Fermilab de Batavia (Illinois) annonce un résultat très voisin. La combinaison des deux mesures donne une différence entre valeur mesurée et valeur théorique 4,2 fois plus grande que l'écart type, donc significativement non nulle,,. Une explication possible est l'existence de particules non prévues par le modèle standard, et donc de nouvelles particules virtuelles.
Un méson « beau » (comportant un quark b) se transforme en un méson « étrange » (comportant un quark s) avec l'émission soit d'un électron et d'un positon, soit d'un muon et d'un antimuon. Le modèle standard prédit que les différents leptons chargés, l'électron, le muon et le tau, exercent et ressentent les mêmes forces d'interaction électrofaible. En mars 2021, des collisions proton-proton analysées par le détecteur LHCb du Grand collisionneur de hadrons du CERN montrent une dissymétrie entre électrons et muons, ces derniers étant émis en moins grand nombre (la différence est de 3,1 écarts types),. Si ces résultats sont confirmés, ce serait un autre désaveu du modèle standard, et peut-être l'indication d'une nouvelle interaction fondamentale entre quarks et leptons.